# Kamov

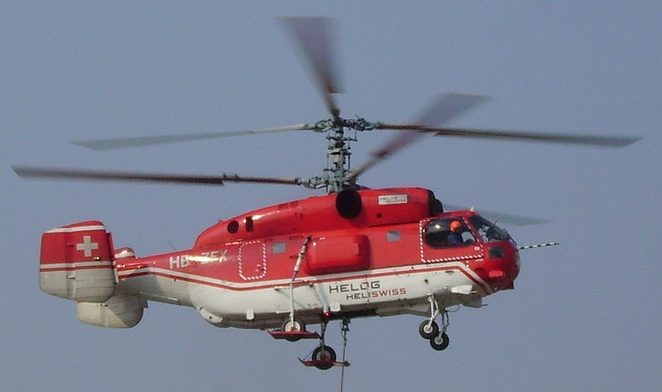
Ka-32 tillhörande det schweiziska företaget Heliswiss.

Kamov är en rysk helikoptertillverkare och som tillverkar bland annat helikoptrar med koaxialrotorer, en konstruktion som gör att företaget kan tillverka mer kompakta helikoptrar än sina kollegor på Mil helikopter.

## Modeller
- Kamov Ka-8
- Kamov Ka-10
- Kamov Ka-15
- Kamov Ka-18
- Kamov Ka-20
- Kamov Ka-22
- Kamov Ka-25
- Kamov Ka-26
- Kamov Ka-27
- Kamov Ka-28
- Kamov Ka-29
- Kamov Ka-31
- Kamov Ka-32
- Kamov Ka-37
- Kamov Ka-50
- Kamov Ka-50-2
- Kamov Ka-52
- Kamov Ka-60
- Kamov Ka-62
- Kamov Ka-115
- Kamov Ka-118
- Kamov Ka-126
- Kamov Ka-137
- Kamov Ka-226